# Akbar Gandji
Akbar Ganjī ou Gandji en translittération française (en persan : اکبر گنجی) est un journaliste et intellectuel iranien appartenant à l'opposition à la République islamique. Il dénonce les violations des droits de l'homme en Iran.

## Biographie
Ganji a grandi dans une famille dévote et appauvrie à Téhéran. Actif dans les forces islamistes anti-chah à un « âge relativement précoce », il a servi dans le corps des Gardiens de la révolution islamique pendant la guerre Iran-Irak. Il est titulaire d'une maîtrise en communication.
En 1994-5, Ganji est devenu désabusé avec le gouvernement. « J'ai vu émerger un fascisme et une tyrannie politique en Iran. Tous ceux qui posaient des questions portaient la marque "anti-révolutionnaire" et "contre l'Iran ". » Ganji a quitté le corps des Gardiens pour devenir un journaliste d'investigation. Peu de temps après, il est devenu célèbre en fustigeant les autorités et en « dénonçant le rôle des hauts responsables dans la répression du meurtre de dissidents libéraux ».
Gandji est arrêté en 2000, à son retour de la conférence « Iran after the elections » (en) organisée à Berlin, à cause de la publication d'articles impliquant des hommes politiques et hauts fonctionnaires dans les meurtres d'intellectuels et de dissidents survenus en 1998. Il est condamné à six ans de prison pour insulte contre les autorités et propagande contre le régime. En août 2005, le secrétaire général de l’ONU, Kofi Annan avait appelé les autorités iraniennes à libérer Akbar Gandji pour raisons humanitaires, à la suite de sa grève de la faim prolongée.
Akbar Gandji dénonce un régime qui a fait exécuter 94 personnes en 2005 : « Le fait que le code pénal autorise un citoyen à en assassiner un autre s'il est jugé "impie" ; l'interdiction d'écrire pour les journalistes "opposants" ; la difficulté de manifester (70 femmes ont été arrêtées il y a quelques jours) ou encore la chape d'"autoritarisme" qui ignore toute vie privée et transforme le simple geste pour une femme de déplacer son foulard sur sa tête en un geste politique ».
Gandji pense que la seule issue pour le pays sera démocratique, ce qui passe par la séparation de la politique et de la religion. Il rappelle aux démocraties occidentales « leur devoir de dénoncer les atteintes aux droits de l'homme en Iran. »
Akbar Gandji a reçu la plume d'or de la liberté en 2006. Il est lauréat la même année du prix Martin Ennals pour les défenseurs des droits de l'homme.
Il est nommé 59e « héros de la liberté de la presse dans le monde » par l'Institut international de la presse (IPI) en août 2010.